# Прібою (Тетерань, Димбовіца)
Прібою (рум. Priboiu) — село у повіті Димбовіца в Румунії. Входить до складу комуни Тетерань.
Село розташоване на відстані 93 км на північний захід від Бухареста, 19 км на північний захід від Тирговіште, 138 км на північний схід від Крайови, 74 км на південь від Брашова.

## Населення
За даними перепису населення 2002 року у селі проживали 1000 осіб, усі — румуни. Усі жителі села рідною мовою назвали румунську.